# 韮谷定敏
韮谷 定敏（にらたに さだはる、1924年10月16日-2019年1月10日  ）は、日本の経営者。同和鉱業社長を務めた。熊本県出身。

## 来歴・人物
1947年に東京大学経済学部経済学科を卒業し、同年9月に同和鉱業に入社した。1975年5月に取締役に就任し、1979年6月に常務を経て、1985年6月に副社長に就任し、1987年6月には社長に昇格した。1993年6月に会長、1998年6月に取締役相談役を経て、1999年6月に相談役に就任。
1989年4月に藍綬褒章を受章し、1995年11月に勲二等旭日重光章を受章。
2019年1月10日がん性リンパ管症のため死去、94歳没。